# Polda
Polda je priimek več znanih Slovencev:
- Janez Polda (1924—1964), smučarski skakalec
- Tone Polda (1917—1945), rimskokatoliški duhovnik, pesnik in pisatelj